# Župčany
Župčany (em húngaro: Zsebefalva) é um município da Eslováquia, situado no distrito de Prešov, na região de Prešov. Tem 8,49 km² de área e sua população em 2018 foi estimada em 1.616 habitantes.

## Demografia
| Ano:        | 1994 | 2004    | 2014    | 2024    |
| ----------- | ---- | ------- | ------- | ------- |
| Broj ljudi: | 1104 | 1280    | 1474    | 2139    |
| Razlika:    |      | +15,94% | +15,15% | +45,11% |

| Ano:               | 2023 | 2024   |
| ------------------ | ---- | ------ |
| Número de pessoas: | 2079 | 2139   |
| Diferença:         |      | +2,88% |